# А дано, ама надали
„А дано, ама надали“ (на английски: Long Shot) е американска романтична комедия от 2019 г. на режисьора Джонатан Ливайн. Главните роли се изпълняват от Сет Роугън и Шарлиз Терон.

## Заснемане
През февруари 2017 г. за тогава озаглавения проект „Фларски“ е обявено, че ще е с участието на Сет Роугън и Шарлиз Терон, а режисьор ще е Джонатан Ливайн. През ноември 2017 г. Джун Даян Рафаел, Рави Пател, Анди Съркис, Александър Скарсгорд и Рандал Парк се присъединяват към състава, а снимките започват в Монреал. В края на януари 2018 г. са снимани сцени в Плаца де ла Тринидад в Картахена, Колумбия. През януари 2019 г. е обявено, че филмът е преименуван на „А дано, ама надали“.

## В България
В България филмът е пуснат по кината на 14 юни 2019 г. в разпространение от Лента.
На 10 ноември 2020 г. филмът е излъчен премиерно по Кино Нова с български дублаж за телевизията. Екипът се състои от:
| Озвучаващи артисти  | Христина Ибришимова Нина Гавазова Яница Митева Александър Воронов Силви Стоицов Христо Узунов |
| Преводач            | Ирина Ценкова                                                                                 |
| Тонрежисьор         | Димитър Кукушев                                                                               |
| Режисьор на дублажа | Димитър Кръстев                                                                               |

На 24 май 2024 г. филмът е излъчен отново по bTV Cinema с втори български дублаж, записан в студио Медия Линк. Екипът се състои от:
| Озвучаващи артисти  | Мими Йорданова Ева Демирева Радослав Рачев Борис Кашев Иван Танев |
| Преводач            | Йоана Белева                                                      |
| Тонрежисьор         | Александър Тодоров                                                |
| Режисьор на дублажа | Михаела Минева                                                    |